# 204-es busz (Budapest)
A budapesti 204-es jelzésű autóbusz a Rákospalota, Kossuth utca és Békásmegyer, Újmegyeri tér között közlekedik. A vonalat az ArrivaBus üzemelteti.

## Története
1932-ben Hűvösvölgy és Nagykovácsi között 204-es jelzéssel közlekedtek autóbuszok.
A Megyeri híd 2008. szeptember 30-i átadását követően 204-es járattal indítottak új járatot Rákospalota és Békásmegyer, HÉV-állomás között. Menetrend szerint október 1-jétől közlekedik. 2009. június 6-án az útvonal változott, a budakalászi Auchan (ex Cora) áruházhoz is betér.
2014. szeptember 15-én útvonalát Békásmegyer, Újmegyeri térig hosszabbították meg.

## Útvonala
Útvonala a Bagaria utcáig megegyezik a 104-es és 104A jelzésű járatokkal. Ezután a Megyeri hídon áthaladva érinti a budakalászi Auchan áruházat, majd onnan éri el a békásmegyeri végállomást.
| Rákospalota, Kossuth utca felé |
| Békásmegyer, Újmegyeri tér vá. – Hatvany Lajos utca – Juhász Gyula utca – Madzsar József utca – Batthyány utca – – Budakalász, Auchan áruház – Megyeri híd – Budapest, – Váci út – Árpád út – Hubay Jenő tér – Bácska utca – Fő út – Rákospalota, Kossuth utca vá.                                                       |
| Békásmegyer, Újmegyeri tér felé |
| Rákospalota, Kossuth utca vá. – Fő út – Kossuth utca – Régi Fóti út – Kazinczy utca – Fő út – Bácska utca – Hubay Jenő tér – Árpád út – Váci út – – Megyeri híd – Budakalász, Auchan áruház – – Budapest, Batthyány utca – Madzsar József utca – Juhász Gyula utca – Hatvany Lajos utca – Békásmegyer, Újmegyeri tér vá. |

## Megállóhelyei
| 0                                                                                              | Békásmegyer, Újmegyeri tér végállomás  | 42 | 34, 134, 296 |
| 1                                                                                              | Bálint György utca                     | 41 | 134, 296 |
| 2                                                                                              | Hatvany Lajos utca / Juhász Gyula utca | 40 | 134, 296 |
| 3                                                                                              | Hímző utca                             | 39 | 134, 296 |
| 4                                                                                              | Békásmegyer H                          | 38 | 34, 134, 160, 243, 296 869 |
| 5                                                                                              | Szolgáltatóház                         | 37 | 34, 296 |
| 6                                                                                              | Madzsar József utca / Hadrianus utca   | ∫  | 34, 296 |
| Budakalász, Auchan áruházat ünnepnapokon illetve néhány reggeli és késő esti járat nem érinti. |                                        |    | |
| 10                                                                                             | Budakalász, Auchan áruház              | 33 | |
| 19                                                                                             | Bagaria utca                           | 24 | 104, 104A 300, 301, 302, 303, 305, 306, 308, 309, 310, 311, 312 |
| 20                                                                                             | Ungvári utca                           | 22 | 104, 104A 300, 301, 302, 303, 305, 306, 308, 309, 310, 311, 312 |
| 21                                                                                             | Rév utca                               | ∫  | 104, 104A |
| 21                                                                                             | Fóti út                                | 21 | 96, 104, 104A 300, 301, 302, 303, 305, 306, 308, 309, 310, 311, 312, 872, 880, 882, 883, 884, 889, 890, 893                                                                                              |
| 23                                                                                             | Béla utca                              | 20 | 96, 104, 104A |
| 24                                                                                             | Tungsram                               | 19 | 96, 104, 104A 300, 301, 302, 303, 305, 306, 308, 309, 310, 311, 312, 872, 880, 882, 883, 884, 889, 890, 893                                                                                              |
| 25                                                                                             | Tímár utca                             | 17 | 104, 104A, 196 |
| 27                                                                                             | Zsilip utca                            | 16 | 104, 104A, 196 300, 301, 302, 303, 305, 306, 308, 309, 310, 311, 312 |
| 28                                                                                             | Károlyi István utca                    | 15 | 104, 104A, 196 300, 301, 302, 303, 305, 306, 308, 309, 310, 311, 312 |
| 28                                                                                             | Újpest, Árpád út hajóállomás           | 14 | 104, 104A, 196 |
| 30                                                                                             | Árpád út                               | ∫  | 104, 104A |
| 31                                                                                             | Újpest-városkapu M                     | 13 | 104, 104A, 121, 196, 196A 300, 302, 303, 305, 308, 309, 310, 312, 313, 314, 315, 316, 318, 319, 320, 321, 872, 880, 882, 883, 884, 889, 890, 893 1010, 1011, 1013, 1014 S72 Z72 S76 (Újpest megállóhely) |
| 33                                                                                             | Újpest-központ M                       | 11 | 12, 14 25, 30, 30A, 104, 104A, 120, 147, 170, 196, 196A, 220, 230, 270 308, 309, 310, 313, 314, 315, 316, 317, 318, 319, 320, 321                                                                        |
| 34                                                                                             | Erzsébet utca                          | 10 | 25, 104, 104A, 120, 170, 220, 270 |
| 35                                                                                             | Árpád üzletház                         | 9  | 20E, 25, 104, 104A, 170, 196, 196A, 270 |
| 36                                                                                             | Árpád Kórház                           | 8  | 25, 104, 104A, 121, 170, 196, 196A, 270 308, 309, 310, 313, 314, 315, 316, 317, 318, 319, 320, 321 |
| 37                                                                                             | Víztorony                              | 7  | 25, 104, 104A, 121, 170, 196, 196A, 270 |
| 40                                                                                             | Hubay Jenő tér                         | 5  | 25, 96, 104, 104A, 124, 125, 170, 196, 196A, 225, 296, 296A |
| 41                                                                                             | Széchenyi tér                          | 3  | 104, 104A, 125, 170, 231, 231B 308, 309, 310, 313, 314, 315, 316, 317, 318, 319, 320, 321 |
| ∫                                                                                              | Juhos utca                             | 2  | 5, 104, 104A, 231, 231B 308, 309, 310, 313, 314, 315, 316, 317, 318, 319, 320, 321 |
| ∫                                                                                              | Kossuth utca, lakótelep                | 1  | 5, 104, 104A, 231, 231B 308, 309, 310, 313, 314, 315, 316, 318, 319, 320, 321 |
| 43                                                                                             | Rákospalota, Kossuth utca végállomás   | 0  | 12 5, 104, 104A, 125, 170, 231, 231B, 270 |